# Stenodactylus pulcher
Stenodactylus pulcher е вид влечуго от семейство Геконови (Gekkonidae).

## Разпространение
Видът е разпространен в Йемен.